# 기브스 상태
확률론과 통계역학에서 기브스 상태(영어: Gibbs state)는 시스템의 향후 진화에서도 불변으로 남는 평형 확률 분포이다. 예를 들어, 충분히 긴 시간 동안 마르코프 연쇄 몬테 카를로를 반복적으로 실행하여 얻은 마르코프 연쇄의 정상(stationary) 또는 안정 상태(steady-state)의 분포가 기브스 상태이다.
물리학에서는 특히 저온 상태에서 시스템이 올가미(trap)에 빠지는 물리적으로 서로 다른 다양한 기브스 상태가 있을 수 있다.

## 역사
평형 특성의 결정에 대해 연구한 조사이어 윌러드 기브스의 이름을 따서 붙여졌다.

## 같이 보기
- 기브스 알고리즘